# Rubus rubicundus
Rubus rubicundus là loài thực vật có hoa trong họ Hoa hồng. Loài này được (Wooton & Standl.) Tidestr. miêu tả khoa học đầu tiên năm 1941.